# Saint-Marin aux Jeux olympiques d'hiver de 2010
Vous lisez un « bon article » labellisé en 2013.
Saint-Marin participe aux Jeux olympiques d'hiver de 2010 à Vancouver au Canada du 12 au 28 février 2010. Il s'agit de sa 8e participation à des Jeux olympiques d'hiver. Pour la deuxième fois consécutive, Saint-Marin n'est représenté aux Jeux olympiques d'hiver que par un seul athlète, le skieur alpin Marino Cardelli qui est également le porte-drapeau de sa délégation lors de la cérémonie d'ouverture.
Saint-Marin fait partie des nations qui ne remportent pas de médaille durant ces Jeux olympiques. Le seul sportif inscrit termine 80e de son épreuve, le slalom géant.

## Préparation et vie au village olympique
La délégation de Saint-Marin se compose d'un sportif, Marino Cardelli, et est dirigée par Gian Luca Borgagni, le chef de mission. Riccardo Stacchini est présent en tant qu'entraîneur et Gianluca Giordani en tant que responsable d'équipe. Ce dernier peut également remplacer Cardelli en cas de forfait de sa part. Quelques jours avant les Jeux olympiques, la délégation est reçue par les deux capitaines-régents de Saint-Marin, Stefano Palmieri et Francesco Mussoni en présence du président du Comité national olympique saint-marinais, Angelo Vicini. Les capitaines-régents remettent à cette occasion un drapeau saint-marinais à Cardelli.
Une fois arrivés à Vancouver, les membres de la délégation utilisent le temps restant avant la cérémonie d'ouverture pour rencontrer des compatriotes résidant au Canada,. Borgagni profite également des Jeux olympiques pour effectuer plusieurs rencontres dans le but de développer les sports d'hiver à Saint-Marin,.

## Cérémonies d'ouverture et de clôture

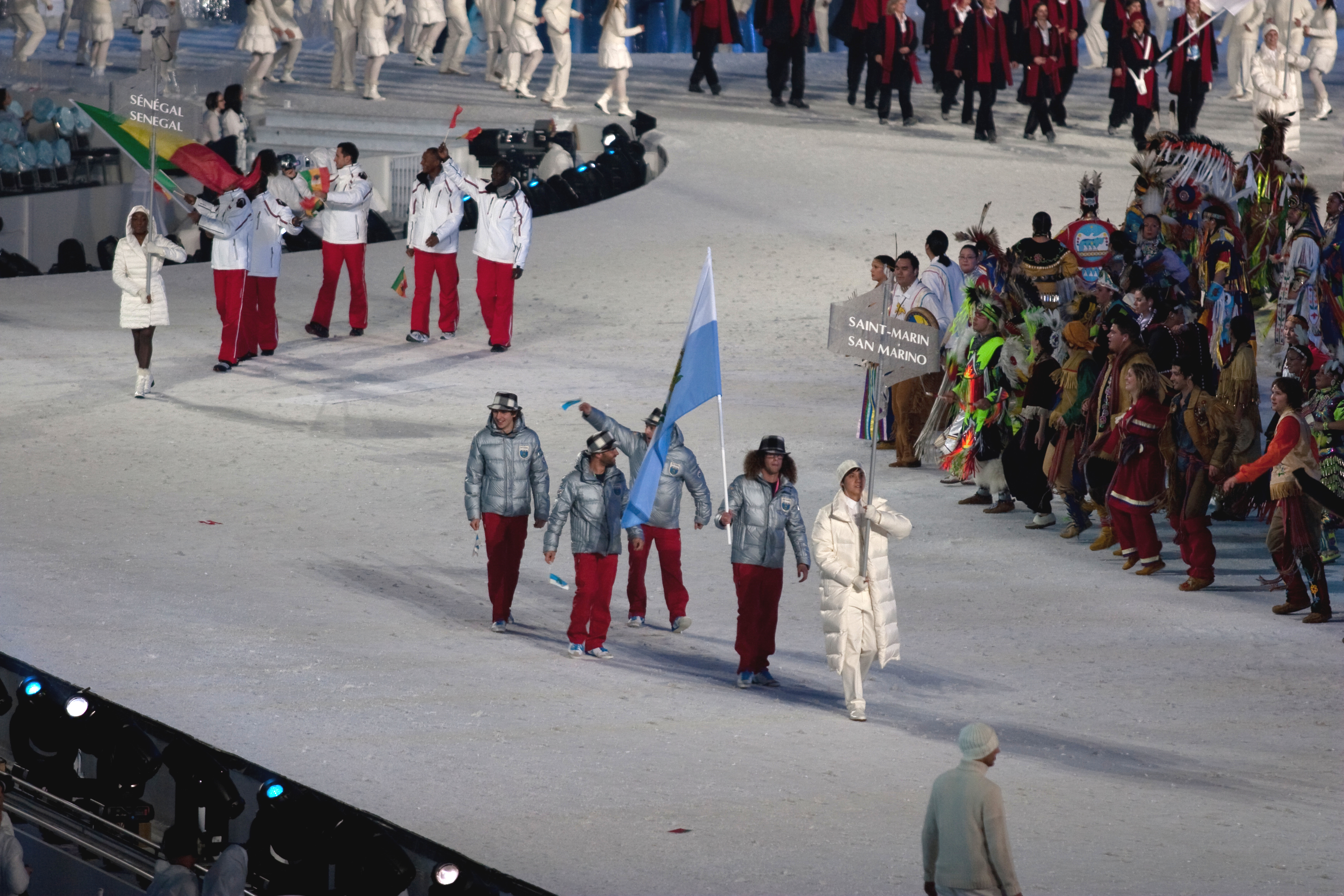
Entrée de la délégation saint-marinaise à la cérémonie d'ouverture.

Saint-Marin, après la Russie et avant le Sénégal, est la 67e des 82 délégations à entrer dans le BC Place Stadium de Vancouver au cours du défilé des nations durant la cérémonie d'ouverture. Cette cérémonie est dédiée au lugeur géorgien Nodar Kumaritashvili mort la veille après une sortie de piste durant un entraînement. Le porte-drapeau du pays est le skieur alpin Marino Cardelli, quatre ans après qu'il a porté le drapeau saint-marinais lors des cérémonies d'ouverture et de clôture à Turin,. Les quatre membres de la délégation défilent dans le stade pendant qu'Angelo Vicini assiste à la cérémonie en tribune.
La cérémonie de clôture a lieu également au BC Place Stadium. Les porte-drapeaux des différentes délégations rentrent ensemble dans le stade olympique et forment un cercle autour du chaudron abritant la flamme olympique. Le drapeau de Saint-Marin est alors porté par Gian Luca Borgagni, le chef de mission de la délégation.

## Ski alpin

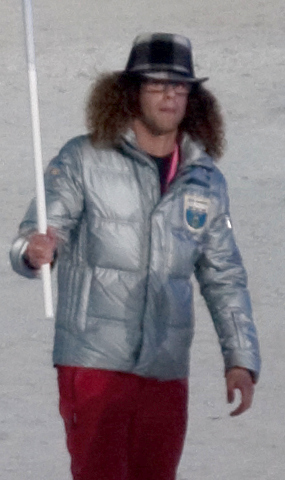
Marino Cardelli lors de la cérémonie d'ouverture des Jeux olympiques de Vancouver.

Marino Cardelli, skieur âgé de 22 ans, prend part aux Jeux olympiques pour la deuxième fois consécutive. En 2006, il a participé au slalom géant où il n'a pas terminé la première manche,. Cardelli a également été aligné aux Championnats du monde à trois reprises, en 2005, 2007 et 2009 ainsi qu'aux Championnats du monde juniors en 2004 et 2005.

### Qualification
Trois cent vingt places sont attribuables en ski alpin lors des Jeux olympiques de Vancouver dans la limite de vingt-deux athlètes par nation. La période de qualification s'étale entre juillet 2008 et le 25 janvier 2010. Pour se qualifier, les 500 premiers de chaque épreuve au classement dans la liste des points de la Fédération internationale de ski (FIS) sont admissibles dans la limite de quatre par pays en sachant que pour les épreuves de descente, de super-combiné et de super-G, les athlètes doivent obtenir un maximum de 120 points FIS dans l'épreuve concernée. Si une nation ne réalise pas ce critère, il lui est possible d'obtenir un ticket olympique pour chaque sexe dans les épreuves de slalom et de slalom géant en participant aux Championnats du monde de ski alpin 2009 et en ne dépassant pas les 140 points FIS. Marino Cardelli est classé au-delà de la 500e place, mais se qualifie en slalom géant car il est en dessous des 140 points et a participé aux Championnats du monde 2009 dans la discipline,.

### Résultat
Cardelli aborde ces Jeux olympiques, probablement ses derniers selon lui, en ressentant une douleur à une cheville, et bénéficie de soins administrés notamment par l'encadrement médical de la délégation italienne. Il casse également un ski durant un entraînement. En raison de chutes de neige survenues sur le site accueillant le ski alpin, Whistler, plusieurs épreuves sont décalées. Le slalom géant, initialement prévu le 21 février, est ainsi reporté au 23.
Marino Cardelli est le 94e des 103 concurrents engagés à s'élancer,. Initialement classé 91e, il est finalement 88e de la première manche, trois skieurs étant disqualifiés, avec plus de 23 secondes de retard sur le premier, le Suisse Carlo Janka,. À l'issue de la deuxième manche, Cardelli profite de plusieurs abandons pour être 80e et avant-dernier de la course, à près de 48 secondes de Janka, médaillé d'or,,. Le Saint-Marinais, à l'issue de la course, se déclare content car ayant atteint son objectif initial : terminer la course, ce qu'il n'a pas réussi en 2006,.
| Athlète         | Épreuve      | Manche 1      | Manche 2      | Total         | Rang |
| --------------- | ------------ | ------------- | ------------- | ------------- | ---- |
| Marino Cardelli | Slalom géant | 1 min 40 s 88 | 1 min 44 s 88 | 3 min 25 s 76 | 80e  |

## Aspects extra-sportifs

### Timbres
À l'occasion de ces Jeux olympiques, la poste de Saint-Marin émet trois timbres dont les illustrations montrent les différentes disciplines présentes aux Jeux olympiques d'hiver.

### Médias
Les Jeux olympiques de Vancouver ne sont diffusés par aucune chaîne de télévision nationale. Les Saint-Marinais peuvent suivre les épreuves olympiques en regardant en clair les chaînes italiennes de la Rai ainsi que sur le câble et le satellite sur Sky Italia ou le réseau d'Eurosport. Eurosport ainsi qu'Eurovision permettent d'assurer la couverture médiatique saint-marinaise sur internet. La cérémonie d'ouverture est retransmise sur la Rai et sur Sky. Marino Cardelli fait l'objet d'un article du New York Times en raison de sa participation aux Jeux olympiques, article qui est relayé par la presse saint-marinaise,.